# Галопер (Белуно)
Галопер (итал. Galoper) је насеље у Италији у округу Белуно, региону Венето.
Према процени из 2011. у насељу је живело 43 становника. Насеље се налази на надморској висини од 326 м.